# Veronica Dell'Olio
Veronica Dell'Olio (Senigallia, 30 gennaio 1993) è una cestista italiana.
Ala Grande di 185 cm, ha giocato in Serie A1 con Umbertide.

## Carriera

### Nei club
La sua carriera inizia tra le file dell’Olimpia Pesaro, raggiungendo le finali nazionali del settore giovanile dall’u14 fino all’u19.
A 16 anni viene scelta da Stella Campobasso a prender parte del progetto azzurro “College Italia” a Roma, dove disputa il campionato di Serie B nazionale il primo anno, e di Serie A2 il secondo.
A 18 anni viene ingaggiata dalla società di Serie A1 “Acqua & Sapone Umbertide” con il coach Lorenzo Serventi. Gioca quattro anni con la canotta bianco blu, (intervallati da una stagione in Serie A2 in prestito a Selargius) raggiungendo ogni anno i quarti di finale Playoff e due qualificazioni per la Coppa Italia.
Nel 2017 viene ingaggiata dalla società di Serie A2 Alpo Basket ‘99, squadra con cui sfiora per due anni consecutivi la promozione in Serie A1.
Con la maglia di Alpo raggiunge tre finali PlayOff e tre qualificazioni per la Coppa Italia.

### In Nazionale
Arriva la prima convocazione in nazionale giovanile u14 e successivamente u15 con cui disputerà il Trofeo dell’Amicizia.
Convocazione in Nazionale ed europeo U16 con il coach Giovanni Lucchesi, dove conquistano il quinto posto, ma l’anno successivo con l’U18 ha vinto l'Europeo Under-18 2010 a Poprad in Slovacchia.
Viene convocata in Nazionale U20 con il coach Nino Molino e poi scelta tra le 12 atlete a disputare l’Europeo in Ungheria.

## Palmarès
- Europeo Under-18: 1
Nazionale italiana: Slovacchia 2010